# 1892 a tudományban
Az 1892. év a tudományban és a technikában.

## Születések
- január 28. – Carlo Emilio Bonferroni olasz matematikus († 1960)
- március 30. – Stefan Banach lengyel matematikus († 1945)
- április 14. – Karl Wilhelm Reinmuth német csillagász, sok kisbolygó felfedezése köthető a nevéhez († 1979)
- április 14. – Vere Gordon Childe ausztráliai régész, az egyik legnagyobb hatású őstörténész († 1957)
- május 3. – George Paget Thomson angol fizikus († 1975)
- augusztus 15. – Louis de Broglie Nobel-díjas francia fizikus († 1987)
- szeptember 6. – Edward Victor Appleton Nobel-díjas brit csillagász, fizikus († 1965)
- szeptember 10. – Arthur Compton amerikai fizikus, Nobel-díjban részesült a róla elnevezett Compton-szórás felfedezéséért († 1962)
- november 12. – Haynal Imre magyar orvos, belgyógyász, endokrinológus, egyetemi tanár, az MTA tagja († 1979)

## Halálozások
- január 2. – George Biddell Airy angol csillagász (* 1801)
- január 21. – John Couch Adams angol matematikus, csillagász  (* 1819)
- február 16.– Henry Walter Bates angol zoológus (* 1825)
- március 2. – Annibale de Gasparis olasz csillagász (* 1819)
- március 11. – Archibald Scott Couper skót vegyész; 1858-ban megjelent cikkében bevezette a kémiába a kötések fogalmát[1] (* 1831)
- április 2. – Emin pasa felfedező  (* 1840)
- május 2. – Hermann Burmeister német zoológus és entomológus (* 1807)
- május 5. – August Wilhelm von Hofmann német kémikus; a 19. század legjelentősebb német vegyészeinek egyike (* 1818)
- július 5. – Nendtvich Károly a magyar kémikusok nesztora, műegyetemi tanár, az MTA tagja (* 1811)
- augusztus 11. – Enrico Betti olasz matematikus (* 1823)
- december 6. – Ernst Werner von Siemens német feltaláló és gyáralapító. Tiszteletére nevezték el siemens-nek az elektromos vezetőképesség SI-egységét (* 1816)
- december 18. – Richard Owen angol biológus, összehasonlító anatómus és őslénykutató (* 1804)